# Joseph DePietro
Joseph Nicholas DePietro, detto Joe (Paterson, 10 giugno 1914 – Fair Lawn, 19 marzo 1999), è stato un sollevatore statunitense.

## Palmarès

### Olimpiadi
- Oro a Londra 1948 nei pesi gallo.

### Mondiali
- Oro a Filadelfia 1947 nei pesi gallo.
- Bronzo a Scheveningen 1949 nei pesi gallo.

### Giochi panamericani
- Oro a Buenos Aires 1951 nei pesi gallo.